# Barbara Smolińska
Barbara Smolińska (Polònia) és una artista polonesa.
Va començar a treballar en el món de la música i dels tractaments cosmètics. El 2013 va començar a col·leccionar nines hiperrealistes, i més endavant va decidir crear una empresa de fabricació de nadons hiperrealistes, anomenada Reborn Sugar Babies. Aquestes nines tenen beneficis terapèutics pels seus clients. Entre els compradors hi ha estudis de cinema, escoles d'educació pel part, sales d'emergències, escoles d'infermeria i col·leccionistes de nines. Defensa que aquestes nines ajuden a processar avortaments involuntaris i pèrdues dels fills, així com problemes d'ansietat, depressió i fertilitat. Els preus van entre centenars i milers de dòlars.
El 2021 la BBC la va incloure entre les 100 dones més inspiradores.